# Lietuvininkai
Les Lietuvininsks ou Lituaniens de Prusse sont une ethnie balte (apparentée aux Lituaniens) qui vivaient en province de Prusse-Orientale (aujourd'hui en Russie dans l'exclave de Kaliningrad).
Les Lietuvininsks étaient luthériens à l'inverse de la grande majorité des Lituaniens qui étaient catholiques. Ils parlaient le lituanien mais également l'allemand.

## Histoire
Avant la Première Guerre mondiale, leur histoire se confond avec celle de la région (voir aussi Histoire de la Prusse et Histoire de la Lituanie).
En 1918, les Lietuvininsks furent englobés dans le territoire de Memel (Klaipėda) (alors que la ville est majoritairement peuplée par des germanophones mais enclavé par des campagnes peuplées par des Lietuvininsks). 
La Lituanie qui avait perdu la ville de Vilnius (sa capitale historique) prit prétexte de l'existence d'une minorité lituanophone (20 % de la population) pour annexer la région en 1923. Ce fut une source de tension entre l'Allemagne (qui revendiquait le territoire peuplé par 60 % d'Allemands), la Pologne (qui voulait obtenir un nouveau débouché maritime) et la Lituanie. 
Cependant bien que parlant le lituanien, les Lietuvininsks étaient plus favorables à l'union avec l'Allemagne (majoritairement luthérienne) qu'avec la Lituanie catholique. Ainsi, ils se firent reconnaître comme « Memelliens » lors des recensements, refusèrent de participer aux institutions lituaniennes et comme les germanophones, ils votaient pour les listes favorables au rattachement avec l'Allemagne.   
Après un ultimatum, le territoire fut cédé au troisième Reich le 23 mars 1939 et suivit son combat durant les six années de conflits.
Ils furent forcés de quitter leurs terres natales à l'arrivée de l'Armée rouge en province de Prusse-Orientale à la fin de la Seconde Guerre mondiale (début de 1945).
Craignant d'être massacrés ou déportés (sort de dizaines de milliers de Baltes en 1940 puis 1945), ils rejoignent les Allemands de Prusse et les Kurseniekis (anciens habitants baltes de l'isthme de Courlande) dans leur exode vers Allemagne.